# Queiriga
Queiriga is een plaats (freguesia) in de Portugese gemeente Vila Nova de Paiva en telt 712 inwoners (2001).